# Marcellus (voornaam)
Marcellus is een uit het Latijn afkomstige mannelijke voornaam. Hieruit ontstonden meerdere varianten, zowel mannelijke als vrouwelijke en ook achter- en plaatsnamen. In het Nederlands taalgebied zijn de voornamen Marcel (mannelijk) en Marcella (vrouwelijk) gangbare afgeleiden.

## Herkomst
De precieze herkomst van de naam is vanwege de ouderdom niet meer goed te achterhalen. Marcellus was het cognomen van enkele prominente persoonlijkheden in het Oude Rome. Volgens Posidonius en Plutarchus betekent de naam: de strijdbare.

## Varianten

### Mannelijk
- Marcel (Frans, Nederlands, Duits)
- Marcell (Hongaars, Duits)
- Marcellin (Frans)
- Marcellinus (Latijn)
- Marcello (Italiaans, Portugees)
- Marcelino (Spaans), Marcellino (Italiaans), Marcelinho (Portugees)
- Marcelo (Braziliaans)
- Marzell (Duits)
- Marcellianus (Latijn)
- Marcelliano, Marcellina (Italiaans)
- Cellino (Italiaans)
- Markell

### Vrouwelijk
- Marcella (Nederlands)
- Marcellina (Italiaans)

### Andere schriftsystemen
- Chinees: 玛切罗斯
- Arabisch: مارسيلو
- Russisch: Марчелло
- Japans: マセルス
- Hindi: मर्चेल्लो
- Telugu: మరెచ్లొల్
- Punjabi: ਮਰ੍ਚੇਲ੍ਲੋ
- Kannada: ಮರೆಚ್ಲೊಲ್

## Bekende naamdragers

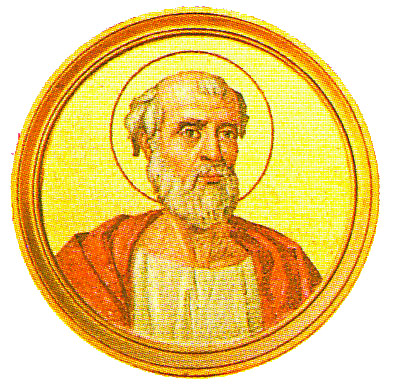
Paus Marcellus I

- Marcellus van Chalon-sur-Saône, heilige
- Marcellus van Tanger, heilige Romeinse centurion
- Paus Marcellus I, eerste paus na de vervolgingen onder Diocletianus[1]
- Paus Marcellus II
- Marcellus van Cyprus, heilige, monnik en later bisschop van Apamea
- Marcellus (bisschop van Parijs), bisschop van Parijs
- Marcellus (bisschop van Die), bisschop van Die
- Marcellus Emants, Nederlands schrijver